# Gloria Guardia
Gloria Guardia (Panamá, 12 de marzo de 1940 - Bogotá, 13 de mayo de 2019) fue una distinguida novelista, ensayista y académica panameña-nicaragüense cuya obra ha recibido amplio reconocimiento de la crítica de su país natal.

## Biografía
Hija menor del ingeniero panameño Carlos A. Guardia Jaén, declarado "Precursor de la Ingeniería Sanitaria en el Continente Americano y Cofundador de la Asociación Interamericana de Ingeniería Sanitaria y Ambiental (AIDIS)" y de Olga Zeledón Ramírez, hija menor del "Héroe Nacional" y Jefe de Estado (en rebelión) de Nicaragua, Benjamín F. Zeledón.
Dada la profesión del padre -ingeniero consultor-, nace accidentalmente en Venezuela, crece y se educa en los Estados Unidos y Europa y a los veintiún años opta por la nacionalidad de sus padres: Panamá y Nicaragua. En 1962 obtiene el grado de Bachelor of Arts "Cum Laude" de Vassar College,  con especialización en Historia. En 1960 cursa estudios de especialización en Filosofía, Literatura e Historia en la Universidad Complutense de Madrid. Y en 1966 ingresa a la Universidad de Columbia, donde, en 1968 obtiene el grado de Master of Arts, con especialización en Literatura Comparada. Ese mismo año cumple con los todos requisito académicos, salvo los meses de residencia en el campus de la universidad, para obtener el grado de Ph.D (Philosophy Doctor) en Literatura Comparada. Su disertación "Estudio sobre el pensamiento poético de Pablo Antonio Cuadra", es aceptada por el jurado académico de Columbia University y publicada por la prestigiosa Editorial Gredos de Madrid en 1971.
Se inicia muy joven en la literatura con la publicación de la novela Tiniebla blanca (Madrid; Editorial Cultura Clásica y Moderna, 1961) que le merece ese mismo año la Medalla de Oro que confiere en España, la Sociedad de Escritores Españoles e Iberoamericanos. En 1966 su novela "Despertar sin raíces" y su ensayo "Orígenes del Modernismo" (Estudio sobre la formación del movimiento modernista en la literatura hispánica), ganaron el Concurso Nacional Ricardo Miró (Panamá) en las categorías de novela y ensayo, respectivamente. En 1976, la Editorial Universitaria Centroamericana, EDUCA (Costa Rica) le confiere el Premio Centroamericano de Novela a su obra "El último juego". Y, en 1996, una vez radicada en Bogotá, Colombia, el Instituto Distrital de Cultura y Turismo de Bogotá distingue a su libro de relatos "Cartas apócrifas", con el "Premio Nacional de Cuento 'Ciudad de Bogotá'. El jurado resalta el hecho de que el libro es una obra posmoderna, la primera en cuanto se caracteriza por el debilitamiento de las barreras entre los géneros literarios y el uso deliberado e insistente de la intertextualidad, expresada frecuentemente mediante el collage o pastiche. En el año 2000, la novela de Guardia "Libertad en llamas" es una de las dos finalistas del Premio Internacional de Novela "Sor Juan Inés de la Cruz", que otorga anualmente la Feria Internacional del Libro de Guadalajara (FIL). Ese mismo año, Nicaragua le confiere la distinción de "Ciudadana del Siglo", de la orden "Rubén Darío". En 2007, la prestigiosa Biblioteca Ayacucho, de Venezuela, le encomienda el prólogo del tomo 237 dedicado las obras 'Plenilunio' y "Sin Novedad en Shanghai" de Rogelio  Sinán. Su ensayo "Rogelio Sinán a la luz de las nuevas propuestas críticas sobre la narrativa latinoamericana" recibe, ese mismo año, el Premio Nacional del Libro de Venezuela, CENAL, Categoría "Prólogo".
En 1985 la Academia Panameña de la Lengua la elige Individuo de Número en reemplazo de la Académica fallecida doña María Olimpia de Obaldía; en 1989, la Real Academia Española la designa Individuo Correspondiente de esa Corporación, recibiéndola en la RAE, el lexicógrafo y filólogo español, don Alonso Zamora Vicente. En 1995, la Biblioteca del Congreso de Washington graba su voz para la posteridad. Las distinciones se multiplican y en 1997 la Academia Colombiana de la Lengua la nombra Académica Correspondiente Iberoamericana; en 1998, el alcalde de Miami le hace entrega de las Llaves de la Ciudad; y en 2007 la Academia Nicaragüense de la Lengua la elige por unanimidad Académica Correspondiente. 
En 1990, una vez recibida como miembro correspondiente de la RAE, Guardia colabora en Madrid, en la elaboración y redacción de la vigésima primera edición del Diccionario de la Lengua Española de la Real Academia (DRAE). Así, desde 1999 forma parte de la Comisión de Lingüística, de la Academia Colombiana de la Lengua y como tal, colabora en la elaboración y redacción del "Diccionario de Colombianismos". Dadas estas distinciones literarias y académicas, en 2007 la Fundación Rockefeller la nombra novelista-residente en el Bellagio Study and Conference Center (Bellagio Creative Arts Fellow), en Bellagio, Italia. Y entre 2009 y 2014 ejerce, como consultora de la Fundación Rockefeller en el campo de las Artes Creativas:literatura, música, pintura, cine y escultura.
En 1968 contrae matrimonio con el economista-banquero panameño Ricardo Alfaro Arosemena con quien tiene una hija, Cristina Eugenia, científica residente en Los Ángeles, California. Cristina y su esposo E. Scott Carlis, son los padres de Summer Elizabeth y Dylan Cooper Carlis Alfaro.
Desde 1995, Gloria y Ricardo mantienen residencias en Ciudad de Panamá y Bogotá, Colombia, respectivamente.

## Premios y distinciones literarios y académicos nacionales e internacionales
- Beca de Honor, Vassar College, Poughkeepsie, New York, 1958-61, 1962-63
- Medalla de oro de la Sociedad de Escritores Españoles e Iberoamericanos, Madrid, 1961.
- B.A. (Bachelor of Arts, "Cum Laude") Vassar College, 1963
- Beca de Honor, Organización de Estados Americanos (OEA), para realizar estudios de postgrado en Columbia University, City of New York 1965-1968.
- Premio Nacional de Ensayo "Ricardo Miró", Panamá, 1966.
- Premio Nacional de Novela "RIcardo Miró, Panamá, 1966.
- Premio Centroamericano de Novela (EDUCA), San José, 1977.
- Numeraria, Academia Panameña de la Lengua, Panamá, 1985.
- Correspondiente, Real Academia Española, España, 1989.
- Premio Nacional de Cuento, "Ciudad de Bogotá", Colombia, 1997.
- Correspondiente, Academia Colombiana de la Lengua, Colombia, 1997.
- Llaves de la Ciudad de Miami, EE.UU, 1997.
- Ciudadana del Siglo, de la Orden Rubén Darío, Nicargua, 2000.
- Finalista del Premio Sor Juana Inés de la Cruz, Feria Internacional del Libro (FIL), de    Guadalajara, México, 2000.
- International Who's Who of Women, EE.UU., 2002.
- List of Vassar College People, Famous Alumni, Writers, 2003
- Vicepresidente Internacional y miembro distinguido del PEN Internacional, Londres, 2006.
- Correspondiente, Academia Nicaragüense de la Lengua, Nicaragua, 2007.
- Fellow, Rockefeller Foundation, Bellagio Center, 2007.
- Premio Nacional de Ensayo (CENAL), Venezuela, 2007.
- Continental Who's Who of National Business Leaders, EE.UU., 2014
- Bristol Who's Who, 2015.
- Columbia University's Who's Who of distinguished Alumni
- Worldwide Association of Notable Alumnae, Vassar College and Columbia University, 2019.

## Periodismo
Al igual que muchos intelectuales de su generación y dadas sus raíces nicaragüenses, Guardia se integró en 1977 al Frente Sandinista de Liberación Nacional, con el que colaboró durante varios años, desvinculándose totalmente de éste en 1984. Como columnista de la Agencia Latinoamericana (ALA) y del diario La Prensa (Panamá) y como corresponsal en Panamá de la cadena televisiva ABC News, de Nueva York, luchó ideológicamente contra las dictaduras militares de Anastasio Somoza, Omar Torrijos y Manuel Antonio Noriega (1968-1999). Una vez recobradas las libertades en Panamá, mantuvo durante varios años una columna de opinión en el diario "El Panamá América". Recibe el certificado de Idoneidad Periodística de Panamá l el 19 de octubre de 1982. La dictadura castrense de Omar Torrijos se la había negado a partir de 1978, cuando Guardia la solicitó como corresponsal de Agencia Latinoamericana ALA.

## Labor
En 1992 funda por sugerencia de la sede central en Londres, el capítulo panameño de PEN Internacional, la más prestigiosa y antigua sociedad mundial de escritores, cuya tarea prioritaria es la defensa de los derechos de los escritores alrededor del mundo. A partir de 1995 Guardia asume un liderazgo continental en el PEN Internacional al ser elegida en 1997 al Consejo Mundial por un período de cinco años (1997-2002), logrando que el español sea aceptado como una de las lenguas oficiales del PEN. En 1998 funda y preside desde entonces la Fundación Iberoamericana del PEN Internacional. En 2006 es elegida Vicepresidente Intermacional de este organismo.

## Antologías
- Andradi, Esther, edit. COMER CON LA MIRADA. Gloria Guardia, Cena criolla. Buenos Aires: Ediciones Desde la Gente, 2008.
- Bareiro, Saguier, Rubén, ANTOLOGÍA DEL CUENTO LATINOAMERICANO, VOL. 4, MONTEVIDEO, 2008.
- De León, Oliver Gilberto, LITERATURAS IBÉRICAS (French Editions= Francia: Editions Ophrys, 1984, 2014.
- Giraldo, Luz Mary, Selección y Prólogo. CUENTAN. Gloria Guardia, Isak Dinisen: La venganza de la verdad. Medellín: Sílaba Editores, 2010. Premio "Montserrat Ordóñez" 2012, Latin American Studies Association (LASA).
- Hillar, Anna, PhD, editor and translator. GREAT SPANISH AND LATIN ) AMERICAN SHORT STORIES OF THE 20TH CENTURY, GRANDES CUENTOS ESPAÑOLES Y LATINOAMERICANOS DEL SIGLO XX. A Dual Languages Book. Gloria Guardia, "Otra vez Bach", "Once Again Bach", New York: Dover Publications, 2013.
- Menton, Seymour: EL CUENTO HISPANOAMERICANO, Gloria Guardia, Recado desde Estocolmo. México: Fondo de Cultura Económica, 2003.
- Muñoz, Willy, editor. Antología de cuentistas centroamericanas, Gloria a Guardia, Otra vez Bach., 2005.
- Palma, Milagros, editeur, Milagros Esguerra, préface: ECRITURES DE FEMMES D'AMERIQUE LATINE EN FRANCE. ESCRITURAS DE MUJER DE AMÉRICA LATINA EN FRANCIA.  Paris; Índigo & Cote Femmes Editions, 1986.
- Rincón, Carlos y Sarah de Mojica, editores. LECTORES Y AUTORES DEL QUIJOTE! 2 tomos, Gloria Guardia, " Sobre las mil zarandajas que..." Bogotá: Editorial Pontificia Javeriana, 2005.
- Suárez, Mercedes, edit. LA AMÉRICA REAL Y LA AMÉRICA MÁGICA A TRAVÉS DE SU LITERATURA, Segunda Edición aumentada. Fragmento de EL ÚLTIMO JUEGO, Salamanca: Ediciones de la Universidad de Salamanca, 2004; LETRAS Y ARTE DE NUESTRA AMÉRICA: Bogotá/Madrid: Convenio Andrés Bello & Villegas Editores, 2004.